# Friedenseiche (Evestorf)

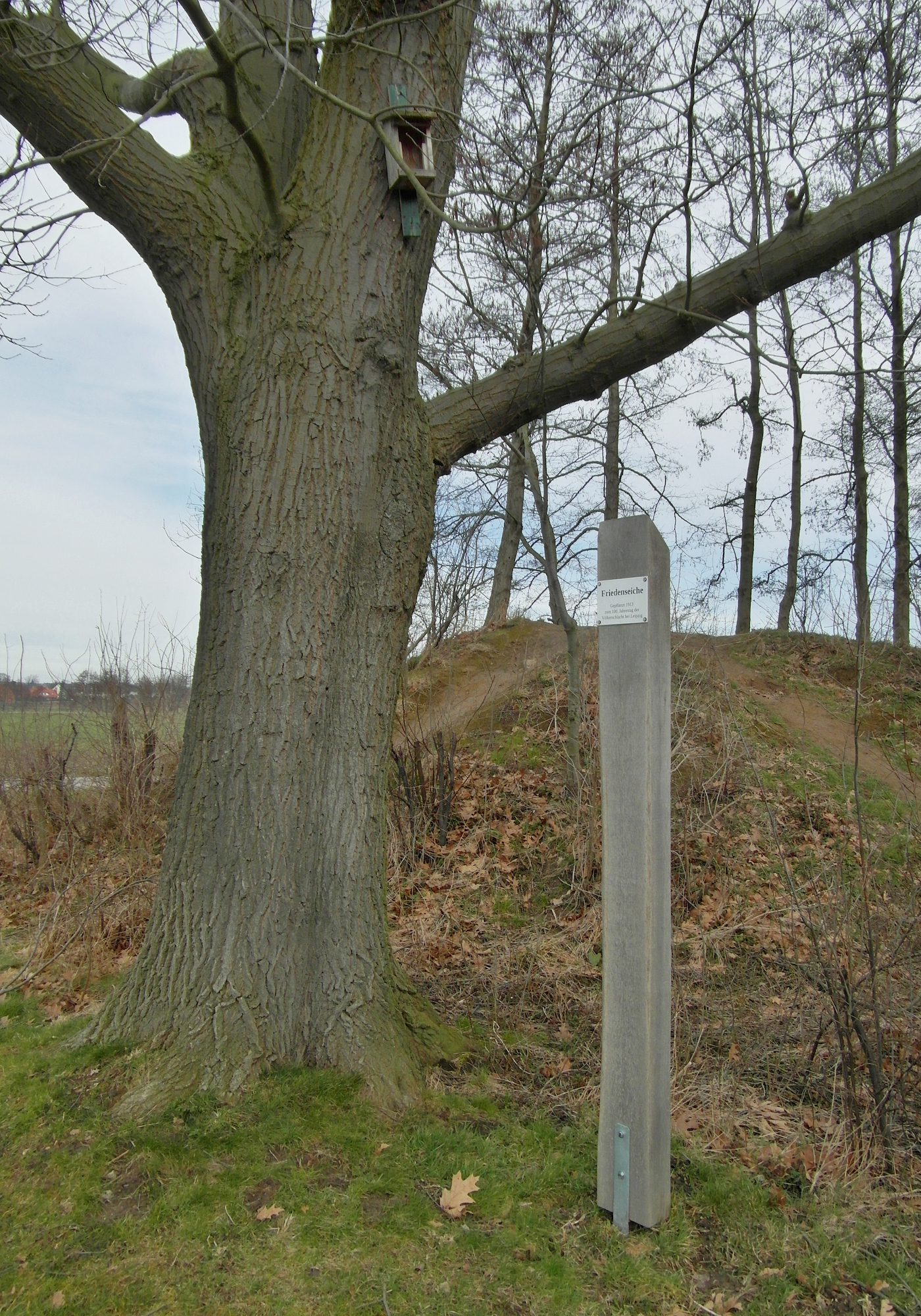
Der Baum im Frühjahr 2015 mit der Erläuterungstafel auf einer Stele

Die Friedenseiche ist ein Landschaftselement in der Ortschaft Evestorf der niedersächsischen Gemeinde Wennigsen (Deister). Die am westlichen Rande des Ortes stehende amerikanische Spitzeiche wurde im Jahr 1913 aus Anlass des 100. Jahrestages der Völkerschlacht bei Leipzig gepflanzt. Sie steht an der Straße Zum Rießenfelde auf dem heutigen Spielplatz des Ortes unweit des Zusammenflusses von Bredenbecker Beeke und Wennigser Mühlbach, dem Ursprung der Ihme. Zur Zeit der Pflanzung befanden sich dort die Rottekuhlen des Ortes.
Im Jahr 2013 wurde zu ihrem 100-jährigen Bestehen vom Ortsrat eine Hinweistafel angebracht. Sie trägt den Text Friedenseiche - Gepflanzt 1913 zum 100. Jahrestag der Völkerschlacht bei Leipzig.
Thematisch verwandt mit der Friedenseiche ist das Völkerschlachtdenkmal in Leipzig. An zahlreichen deutschen Orten wurden im Jahr 1913 Gedenkobjekte zur Erinnerung an die Völkerschlacht gesetzt. Als damals das Scharnhorstdenkmal Wennigsen eingeweiht wurde, leuchteten Feuer auf vielen Anhöhen rund um den Deister.
Bereits 50 Jahre zuvor war 1863 im etwa 10 km entfernten Egestorf eine Eiche gepflanzt und an ihren Fuß ein Gedenkstein zur Erinnerung an die Völkerschlacht platziert worden. Dieser Baum ist als Naturdenkmal ND-H 192 durch Verordnung der Region Hannover geschützt.